# Tramway de Brême
Le tramway de Brême est le réseau de tramways de la ville de Brême, en Allemagne. Ouvert en 1876, il compte actuellement 11 lignes.

## Réseau actuel

### Aperçu général
Le réseau compte 8 lignes ordinaires et 2 lignes rapides :
| Ligne  | Trajet                                                                  |
| ------ | ----------------------------------------------------------------------- |
| 1      | Huchting − Am Brill − Gare centrale − Mahndorf                          |
| 1S     | Osterholz − Kirchbachstraße                                             |
| 2      | Gröpelingen − Am Brill − Domsheide − Sebaldsbrück                       |
| 3      | Gröpelingen − Am Brill − Domsheide − Weserstadion − Weserwehr           |
| 4      | Arsten − Domsheide − Gare centrale − Borgfeld − Lilienthal − Falkenberg |
| 4S     | Falkenberg − Lilienthal − Borgfeld − Kirchbachstraße                    |
| 5 / 5S | Bürgerpark – Gare centrale – Überseestadt – Gröpelingen                 |
| 6      | Aéroport − Domsheide − Gare centrale − Riensberg − Université           |
| 8      | Huchting − Domsheide − Gare centrale − Kulenkampffallee                 |
| 10     | Gröpelingen − Gare centrale − Sebaldsbrück                              |

### Matériel roulant
Le réseau exploite 76 rames GT8N de AEG/Adtranz et 43 rames GT8N-1 de Bombardier.
En 2017, l'opérateur commande 67 rames Avenio au constructeur Siemens avec une option pour 17 rames complémentaires. Longues de quatre sections, ces rames pourront accueillir jusqu'à 260 passagers et atteindre 70 km/h. Les livraisons ont commencé en 2020.